# مارکوارد شوارز
مارکوارد شوارز (به انگلیسی: Marquard Schwarz) (زادهٔ ۳۰ ژوئیهٔ ۱۸۸۷) شناگر اهل ایالات متحده آمریکا است.